# Храм Преображения Господня (Сочи)
Храм Преображе́ния Госпо́дня — православный храм в микрорайоне Хоста Хостинского района Сочи, Краснодарский край, Россия. Приход принадлежит Сочинской епархии РПЦ.

## История
Храм построен в 1914 года по инициативе супруги крупного сановника, министра юстиции царской России И. Г. Щегловитова Марии Фёдоровны — в те годы их дача располагалась в Хосте неподалёку от места, где ныне находится храм. Она взяла на себя все хлопоты — организовала попечительский совет, активно собирала средства. На его строительство император Николай II специально выделил 4 тыс. золотых рублей. Храм спроектирован в подражание Иерусалимскому Храму Гроба Господня.
После 1917 году церковь закрыли.
В 1981 году здание было передано под АТС.
В 1989 году была создана община верующих, службы проходили в пристройке к зданию.
В 2000-2001[уточнить] храм был передан Русской православной церкви.
В 2004 году за воссоздание храма Преображения Господня его настоятель протоиерей Александр Яблоков был награждён патриархом орденом Святого Благоверного князя Даниила Московского III степени.
В 2009 известный поп-исполнитель Юрий Шатунов подарил храму 3 древние (возраст около 200 лет) иконы из своей коллекции. До этого у возрождаемого храма не было ни одной дореволюционной иконы.
- 354000 Россия, г. Сочи, ул. Шоссейная, 9-а